# Гордиевский, Олег Антонович
Оле́г Анто́нович Гордие́вский (10 октября 1938, Москва — 4 марта 2025, Суррей, Юго-Восточная Англия) — полковник (лишён звания) Первого главного управления КГБ СССР (внешняя разведка), заочно приговорённый к расстрелу за государственную измену. С 1974 по 1985 год тайно работал на британскую разведку (псевдоним — Ovation). Кембриджский профессор и историк спецслужб Кристофер Эндрю называет Гордиевского «самым крупным агентом британской разведки в рядах советских спецслужб после Олега Пеньковского».

## Служба в КГБ СССР
Родился в семье сотрудника НКВД, подполковника Антона Лаврентьевича Гордиевского (1896—1978), уроженца разъезда Ерал, выпускника Челябинской учительской семинарии, и Гордиевской Ольги Николаевны (урожд. Горновой, 1907—1989) родом из Чимкента, выпускницы Московского экономического института. Урны с прахом родителей захоронены в колумбарии Ваганьковского кладбища.
Вспоминал, что толчком к его переходу на антисоветские позиции «… было осознание сталинских и вообще советских преступлений, которое началось с речи Хрущёва в 1956 году. Это очень сильное впечатление на меня произвело, просто потрясающее».
В 1962 году окончил Московский государственный институт международных отношений и поступил на службу в управление «С» (нелегальная разведка) Первого главного управления КГБ. По мнению британского журналиста Люка Хардинга, Гордиевский поступил на службу в КГБ из-за предоставлявшейся там редкой в то время возможности пожить за границей.
С 1966 по 1970 год под прикрытием сотрудника консульского отдела посольства СССР в Дании служил офицером разведки КГБ. По его словам, окончательно разочаровался в роли, которую СССР играл в мире, после военного подавления Пражской весны 1968 года, вскоре после чего привлёк к себе внимание британской разведки в Дании.
После возвращения из командировки в 1970 году работал в датском секторе 3-го (англо-скандинавского) отдела Первого главного управления КГБ. В 1972 году вновь направлен в Копенгаген заместителем резидента КГБ по линии ПР (политическая разведка), в 1976 году исполнял обязанности резидента. С 1978 по 1982 год Олег Гордиевский вновь работал в англо-скандинавском отделе Первого главного управления КГБ.
Лондонская резидентура
В 1982 году получил назначение на должность сотрудника службы информации лондонской резидентуры КГБ в должности советника посольства СССР в Великобритании. В 1984 году правительство Великобритании объявило резидента А. В. Гука персоной нон грата, и. о. резидента стал начальник линии КР Л. Никитенко, а Гордиевский был назначен его заместителем по линии ПР. Во время официального визита в Великобританию члена Политбюро ЦК КПСС Михаила Горбачёва в декабре 1984 года Гордиевский лично информировал его о внутренней и внешней политике кабинета Тэтчер и произвёл на него благоприятное впечатление. Следствием этого стало назначение Гордиевского в январе 1985 года и. о. резидента вместо также высланного Никитенко с перспективой утвердиться в этой должности.
Командировка в Лондон дала Гордиевскому возможность передавать британской разведке (МИ-6) практически все совершенно секретные документы, получаемые резидентурой КГБ, которые регулярно доводились до Маргарет Тэтчер, администрации президента США и ЦРУ. По оценке ЦРУ, «информация Гордиевского стала прозрением для президента Рейгана» для раскрытия внутренних механизмов работы советского руководства.
Возвращение в Москву
В марте 1985 года в США был завербован КГБ высокопоставленный сотрудник ЦРУ Олдрич Эймс, который передал советской разведке список известных ему агентов ЦРУ в СССР, а также косвенные сведения об агентах в СССР, где значился и Гордиевский. Гордиевский был вызван в Москву под предлогом совещания с руководством КГБ перед утверждением на должность резидента. 19 мая 1985 года Гордиевский прилетел из Лондона в Москву, однако вместо приказа о вступлении в должность попал под неофициальное расследование. 27 мая его отвезли на дачу КГБ, где около пяти часов допрашивали (предположительно с использованием психотропных препаратов), однако он категорически отрицал свою вину и предъявляемые обвинения. После допроса ему было объявлено, что он остаётся в Москве в распоряжении отдела кадров КГБ, после чего получит новое назначение внутри СССР. Проведя месяц в ведомственном санатории КГБ, где за ним было установлено негласное наблюдение, Гордиевский вернулся в Москву. Понимая, что его разоблачение является лишь делом времени, принял решение бежать из СССР.

## Побег из СССР
План его нелегального вывоза был разработан британской разведкой заранее, и 19 июля 1985 года после получения от Гордиевского условного сигнала начал осуществляться. На следующий день, 20 июля 1985 года Гордиевский осуществил успешный побег. Он приехал из Москвы в Ленинград, потом добрался до района границы с Финляндией, где его подобрали британские дипломаты и провезли через советские пограничные КПП в багажнике дипломатической машины.
В сентябре 1985 года, используя полученную от Гордиевского информацию о советском шпионаже, правительство Великобритании объявило персонами нон грата 31 агента внешней разведки КГБ, действовавших под дипломатическим или журналистским прикрытием. В ответ правительство СССР объявило персонами нон грата 25 сотрудников посольства Великобритании. Это была крупнейшая с 1971 года взаимная высылка из Великобритании и СССР.
После бегства из СССР в Москве в отношении Гордиевского было возбуждено уголовное дело по статье 64 УК РСФСР (измена Родине), предусматривавшей смертную казнь. 14 ноября 1985 года был заочно приговорён к расстрелу с конфискацией имущества. Приговор не был отменён и после прекращения существования СССР в 1991 году. Конфискация имущества отменена в 1989 году по просьбе жены Гордиевского Лейлы Алиевой, которая осталась в Москве вместе с двумя их дочерьми. Согласно утверждениям Лейлы, она ничего не знала о том, что её муж является двойным агентом. Оказавшись в Великобритании, Гордиевский начал добиваться, чтобы его семья получила право на воссоединение с ним, однако советские власти в течение шести лет категорически в этом отказывали. Жена и дочери Гордиевского выехали из СССР в сентябре 1991 года, однако, воссоединившись с ним в Лондоне, долго вместе не прожили, Лейла инициировала бракоразводный процесс и ушла, забрав детей.

## Жизнь в Великобритании
Написал ряд книг об операциях, внутренней структуре и методах КГБ. Мемуары «Следующая остановка — расстрел» переведены на русский язык и изданы в России.
Гордиевскому приписывается ключевой вклад в предотвращение возможного обмена ядерными ударами в критический период холодной войны в 1983 году, во время проведения НАТО учений «Able Archer 83». Узнав от Гордиевского о беспокойстве в советском руководстве в связи с тем, что под видом учений Запад готовится к ядерному удару по СССР, Британия и США внесли в учения коррективы.
По утверждению бывшего председателя КГБ СССР Семичастного, Гордиевский нанёс спецслужбам СССР больше ущерба, чем генерал Калугин. Писатель и разведчик Михаил Любимов утверждал, что по вине Гордиевского были раскрыты будущий Герой России Алексей Козлов, арестованный в ЮАР и подвергшийся пыткам; пошедший на контакт с СССР британец Майкл Беттани и сотрудник МИД Норвегии Арне Трехольт. По другой версии, Алексея Козлова раскрыл не Олег Гордиевский, а другой «крот», Владимир Ветров.
Также известно, что в 1980 году Гордиевский, ещё будучи сотрудником КГБ СССР, передал британцам информацию о наличии в Австралийской службе безопасности и разведки агента советских спецслужб, передававшего СССР сведения о деятельности альянса «Пять глаз» — им оказался Иэн Джордж Пикок. Британцы передали австралийцам сообщение, но те сделали неверные выводы и в итоге не смогли сразу установить факт присутствия «крота». Только в 1992 году после публикации архивных документов Василием Никитиным наличие «крота» было подтверждено, но Пикок к тому моменту уже вышел в отставку и до своей смерти в 2006 году отказывался давать показания ASIO.
Гордиевский позже стал известен как критик Кремля, особенно после отставки Ельцина. Был близким другом Александра Литвиненко в Великобритании, принимал активное участие в консультировании следственных служб Великобритании во время расследования обстоятельств его убийства.
За служение безопасности Соединённого Королевства посвящён в орден Святых Михаила и Георгия королевой Великобритании Елизаветой II в июне 2007 года. Церемония вручения ордена проходила в Букингемском дворце, орден, как обычно, вручала королева. По случаю награждения в тот же день в одном из старейших джентльменских клубов Лондона,Oxford & Cambridge Club, состоялся банкет.

## Личная жизнь
В первом браке (жена Елена Акопян) детей нет.
Во втором браке (Лейла Алиева) две дочери (Мария, Анна).
Владел  английским, датским, немецким, норвежским и шведским языками.

### Смерть
Умер 4 марта 2025 года в своём доме в Суррее в возрасте 86 лет.

## Киновоплощения
- 2014 — «С чего начинается Родина» — Олег Гордовский (Дмитрий Муляр)

## Публикации (издания и переиздания книг)

### На английском
- KGB: by Christopher ANDREW & Oleg GORDIEVSKY. (Hardcover — 1 Jan 1990)
- The KGB by Christopher Andrew and Oleg Gordievsky (Hardcover — 31 Dec 1990)
- KGB: The Inside Story by Christopher Andrew and Oleg Gordievsky (Paperback — Oct 1991)
- KGB.: The Inside Story by Christopher M. Andrew and Oleg Gordievsky (Paperback — 7 Nov 1991)
- KGB: Razvedyvatelnye operatsii ot Lenina do Gorbacheva (Sekretnaia papka) by Oleg Gordievsky (Unknown Binding — 1999)
- Instructions from the Centre: by Christopher & Oleg GORDIEVSKY. ANDREW (Hardcover — 1 Jan 1975)
- Instructions from the Centre: Top Secret Files on KGB Foreign Operations, 1975-85 by Christopher M. Andrew and Oleg Gordievsky (Hardcover — 7 Nov 1991)
- Instructions from The Centre: Top Secret Files on KGB Foreign Operations 1975—1985 (1991) (published in the USA as: Comrade Kryuchkov’s Instructions) (with Oleg Gordievsky)
- Instructions from the Centre: Top Secret Files on KGB Foreign Operations, 1975-85 by Christopher M. * Andrew and Oleg Gordievsky (Paperback — 5 Aug 1993)
- Comrade Kryuchkov’s Instructions: Top Secret Files on KGB Foreign Operations, 1975—1985 by Christopher M. Andrew and Oleg Gordievsky (Hardcover — Oct 1993)
- Comrade Kryuchkov’s Instructions: Top Secret Files on KGB Foreign Operations, 1975—1985 by Christopher Andrew and Oleg Gordievsky (Paperback — 31 May 1994)
- More Instructions from the Centre: Top Secret Files on KGB Global Operations, 1975-85 by Christopher M. Andrew and Oleg Gordievsky (Hardcover — 30 April 1992)
- More Instructions from The Centre: Top Secret Files on KGB Global Operations 1975—1985 (1992) (with Oleg Gordievsky)
- Next Stop Execution by Oleg Gordievsky (Hardcover — 24 Mar 1995)
- Next Stop Execution by Oleg Gordievsky (Paperback — 13 Sep 1996)
- Spycraft Manual: The Insider’s Guide to Espionage Techniques by Barry Davies, Oleg Gordievsky, and Richard Tomlinson (Library Binding — Aug 2005)
- The Spycraft Manual: The Insider’s Guide to Espionage Techniques. by Barry Davies, Oleg Gordievsky, and Richard Tomlinson (Paperback — 15 Aug 2005)

### На русском
- Эндрю К., Гордиевский О. А. КГБ. История внешнеполитических операций от Ленина до Горбачева. — Nota Bene. — 1992. — 768 с.